# Vallone di Muggia
Il Vallone di Muggia è un'insenatura dell'Alto Adriatico, sfociante nel Golfo di Trieste. Segna il limite settentrionale della penisola istriana.
Il nome deriva dalla cittadina rivierasca di Muggia, posta sulla costa meridionale del vallone.

## Descrizione
Il vallone ha una forma a V, e divide la città di Trieste da Muggia. L'area settentrionale, denominata Baia di Zaule, ha la costa occupata dall'ex Ferriera di Servola e dal terminale dell'Oleodotto Transalpino, che collega il porto di Trieste con la città tedesca di Ingolstadt. Il vallone si restringe nella parte centrale, disegnando il Canale di Zaule, o Canale navigabile, che conduce al termovalorizzatore, e alla zona industriale di Trieste. Nella zona meridionale del canale si trovava la Raffineria Aquila; nei pressi dell'area, occupata in passato dall'impianto di raffinazione, sfocia il torrente Rosandra.
La costa meridionale del vallone è alta, per la vicinanza con le colline sovrastanti Muggia, ed è caratterizzata dai porticcioli turistici di Porto San Rocco e di Muggia. Dopo quest'ultima la costa torna nuovamente ad abbassarsi e disegna un'ulteriore insenatura, la Baia Ospo, in cui sfocia il rio omonimo, che segna il limite settentrionale dell'Istria.